# Gegard Mousasi
Gegard Mousasi, född 1 augusti 1985 i Teheran av armeniska föräldrar, är en nederländsk MMA-utövare som sedan 2017 tävlar i organisationen Bellator MMA, där han var mellanviktsmästare från den 25 maj 2018 (Bellator 200) till den 22 juni 2019 (Bellator 223) med ett lyckat titelförsvar mot Rory MacDonald på Bellator 206 Och sedan 29 oktober 2020 (Bellator 250) återigen är den regerande mellanviktsmästaren.

## Karriär
Mousasi tävlade 2013–2017 i Ultimate Fighting Championship och har tidigare varit mästare i Strikeforce och DREAM.

## Mästerskap och utmärkelser

### Mellanviktsmästare

#### 2006
Cage Warriors (inga titelförsvar)

#### 2008
DREAM (inga titelförsvar)

#### 2018–2019
Bellator (ett titelförsvar)

#### 2020–
Bellator (nuvarande mästare)

### Lätt tungviktsmästare

#### 2009
Strikeforce (inga titelförsvar)

#### 2010
DREAM (ett titelförsvar)

### Fight of the Night
1. Mot  Lyoto Machida vid UFC Fight Night: Machida vs. Mousasi, 15 februari 2014 i mellanvikt

### Performance of the Night
1. Mot  Mark Muñoz vid UFC Fight Night: Munoz vs. Mousasi, 31 maj 2014 i mellanvikt

2. Mot  Dan Henderson vid UFC on Fox: Gustafsson vs. Johnson, 24 januari 2015 i mellanvikt

3. Mot  Thiago Santos vid UFC 200 i mellanvikt

## Tävlingsfacit (inom UFC och Bellator)
| Resultat | Facit  | Motståndare         | Metod                       | Evenemang                            | Datum             | Rond | Tid  | Plats                     | Notering                          |
| -------- | ------ | ------------------- | --------------------------- | ------------------------------------ | ----------------- | ---- | ---- | ------------------------- | --------------------------------- |
| Vinst    | 34–3–2 | Ilir Latifi         | Domslut (enhälligt)         | UFC on Fuel TV: Mousasi vs. Latifi   | 6 april 2013      | 3    | 5:00 | Stockholm, Sverige        |                                   |
| Förlust  | 34–4–2 | Lyoto Machida       | Domslut (enhälligt)         | UFC Fight Night: Machida vs. Mousasi | 15 februari 2014  | 5    | 5:00 | Jaraguá do Sul, Brasilien | Fight of the Night                |
| Vinst    | 35–4–2 | Mark Muñoz          | Submission (rear-naked)     | UFC Fight Night: Muñoz vs. Mousasi   | 31 maj 2014       | 1    | 3:57 | Berlin, Tyskland          | Performance of the Night          |
| Förlust  | 35–5–2 | Ronaldo Souza       | Submission (giljotin)       | UFC Fight Night: Jacaré vs. Mousasi  | 5 september 2014  | 3    | 4:30 | Mashantucket, CT, USA     |                                   |
| Vinst    | 36–5–2 | Dan Henderson       | TKO (slag)                  | UFC on Fox: Gustafsson vs. Johnson   | 24 januari 2015   | 1    | 1:10 | Stockholm, Sverige        |                                   |
| Vinst    | 37–5–2 | Costas Philippou    | Domslut (enhälligt)         | UFC Fight Night: Edgar vs. Faber     | 16 maj 2015       | 3    | 5:00 | Pasay City, Filippinerna  |                                   |
| Förlust  | 37–6–2 | Uriah Hall          | TKO (flygande knä och slag) | UFC Fight Night: Barnett vs. Nelson  | 26 september 2015 | 2    | 0:25 | Saitama, Japan            |                                   |
| Vinst    | 38–6–2 | Thales Leites       | Domslut (enhälligt)         | UFC Fight Night: Silva vs. Bisping   | 27 februari 2016  | 3    | 5:00 | London, England           |                                   |
| Vinst    | 39–6–2 | Thiago Santos       | TKO (slag)                  | UFC 200                              | 9 juli 2016       | 1    | 4:32 | Las Vegas, NV, USA        | Performance of the Night          |
| Vinst    | 40–6–2 | Vitor Belfort       | TKO (slag)                  | UFC 204                              | 8 oktober 2016    | 2    | 2:43 | Manchester, England       |                                   |
| Vinst    | 41–6–2 | Uriah Hall          | TKO (slag)                  | UFC Fight Night: Mousasi vs. Hall 2  | 19 november 2016  | 1    | 4:37 | Belfast, Nordirland       |                                   |
| Vinst    | 42–6–2 | Chris Weidman       | TKO (knän)                  | UFC 210                              | 8 april 2017      | 2    | 3:13 | Buffalo, NY, USA          |                                   |
| Vinst    | 43–6–2 | Alexander Shlemenko | Domslut (enhälligt)         | Bellator 185                         | 20 oktober 2017   | 3    | 5:00 | Uncasville, CT, USA       |                                   |
| Vinst    | 44–6–2 | Rafael Carvalho     | TKO (slag)                  | Bellator 200                         | 25 maj 2018       | 1    | 3:35 | London, England           | Vann Bellators mellanviktsbälte.  |
| Vinst    | 45–6–2 | Rory MacDonald      | TKO (slag och armbågar)     | Bellator 206                         | 29 september 2018 | 2    | 3:23 | San Jose, CA, USA         | Försvarade mellanviktsbältet.     |
| Förlust  | 45–7–2 | Rafael Lovato Jr.   | Domslut (majoritet)         | Bellator 223                         | 22 juni 2019      | 5    | 5:00 | London, England           | Förlorade mellanviktsbältet.      |
| Vinst    | 46–7–2 | Lyoto Machida       | Domslut (delat)             | Bellator 228                         | 28 september 2019 | 3    | 5:00 | Inglewood, CA, USA        |                                   |
| Vinst    | 47–7–2 | Douglas Lima        | Domslut (enhälligt)         | Bellator 250                         | 29 oktober 2020   | 5    | 5:00 | Uncasville, CT, USA       | För det vakanta mellanviktsbältet |